# Розтріщеник повислий
Розтріщеник повислий (Schistidium flaccidum) — вид мохів порядку гріміальних (Grimmiales).

## Поширення
Батьківщиною є Європа, Африка, Північна Америка, Азія.
Населяє камені у відкритих або затінених місцях; на висотах від 1500 до 3200 м.

## Характеристика
Рослини в подушках, оливкові, світло-коричневі або зелені. Стебла 0.5–2 см. Листки прямі або слабко вигнуті в сухому стані, від яйцеподібно-ланцетних до яйцювато-трикутних, дистально з сильним кілем, 1.3–1.9(2.4) мм; краї загнуті прямо перед вершиною, гладкі, 2-шаруваті з 1-шаруватими плямами; верхівки гострі. Статевий стан автоіктичний (чоловічі й жіночі органи на одній рослині, але на окремих гілках). Коробочка оранжево-коричнева або жовто-коричнева, 0.6–0.9 мм. Спори 8–10 мкм, зернисті чи бородавчасті. Коробочки дозрівають від пізньої весни до початку літа.